# جرترود أثرتون
جرترود فرانكلين هورن أثرتون (30 أكتوبر 1857 - 14 يونيو 1948) (بالإنجليزية: Gertrude Atherton). هي مؤرخة روائية وكاتبة مسرحية وكاتبة قصة قصيرة أمريكية. لها ما يقارب 60 كتاباً والعديد من المقالات والقصص قصيرة والمسرحيات. ونشرت لها أول رواية في 1888. كتبت تحت الأسماء المستعارة فرانك لين واسموديوس.

## وصلات خارجية
- جرترود أثرتون على موقع IMDb (الإنجليزية)
- جرترود أثرتون على موقع الموسوعة البريطانية (الإنجليزية)
- جرترود أثرتون على موقع إن إن دي بي (الإنجليزية)
- جرترود أثرتون على موقع قاعدة بيانات الفيلم (الإنجليزية)

- مؤلفات جرترود أثرتون في مشروع غوتنبرغ
- Gertrude Atherton: Short Stories
- Gertrude Atherton's Photo & Gravesite
- Online guide to the Gertrude Franklin Horn Atherton Collection of Papers, The Bancroft Library